# Westsylvania

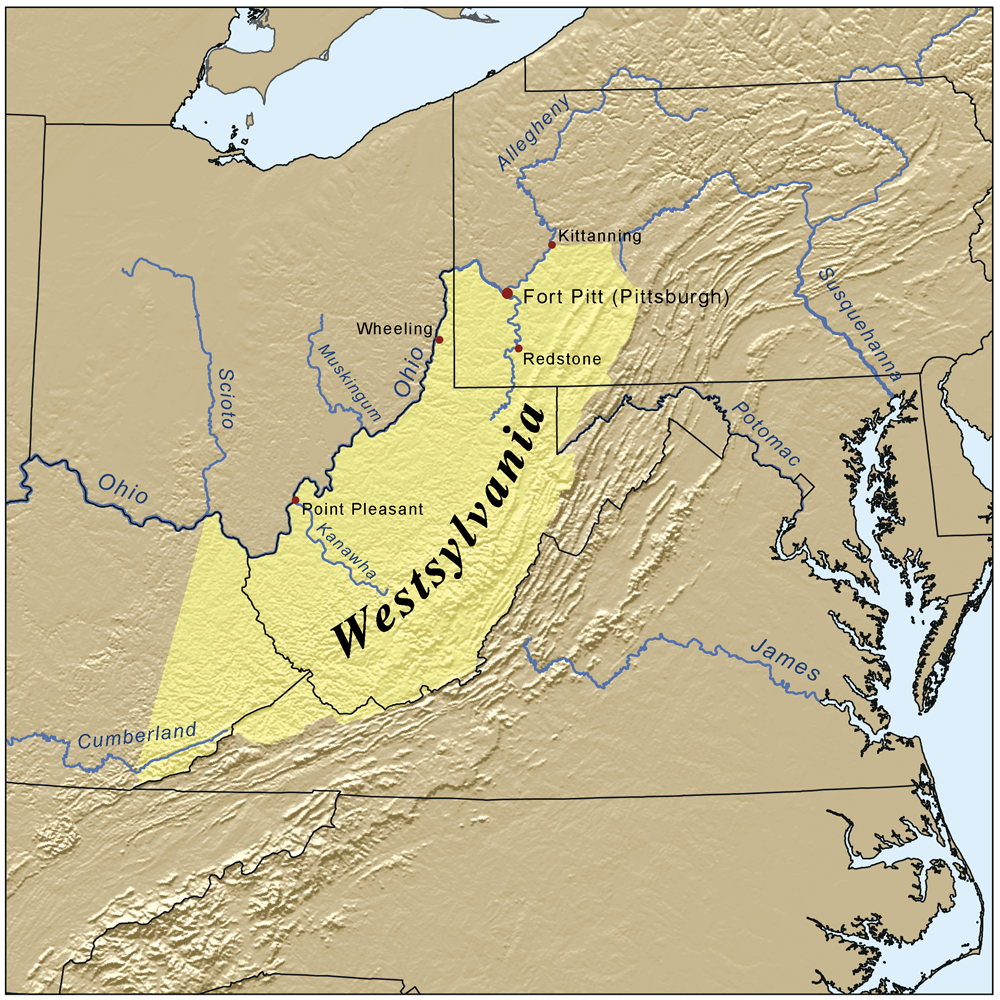
Localização do potencial estado de Westsylvania, nunca constituído

Westsylvania (ou Westsilvania) é o nome que os colonos dos territórios actuais do sudoeste da Pensilvânia e noroeste da Virgínia Ocidental deram ao seu projecto de constituir-se como décima-quarta Colónia em 1775 e como potencial Estado em 1783. 

## As razões do projecto
Os habitantes da zona, no contexto de agitação prévia à Guerra da Independência Americana e com argumentos similares, apoiaram-se basicamente em:
- Escasso apoio que recebiam dos governos de ambas as colónias,
- Situação confusa quanto às delimitações de jurisdição, já que era uma zona em disputa entre Província da Pensilvânia e a Colónia e Domínio da Virgínia, com as que convinha pertencer a uma ou a outra (impostos, preços das terras, …)
- A distância efectiva entre a zona transmontana, separada pelos Montes Allegheny, e qualquer das estruturas administrativas de ambas as colónias.

Contavam com o precedente na mesma zona, da Pittsylvania ou Vandalia, bem como de projectos similares no Vale do Ohio e na zona além dos Montes Allegheny.

## A primeira tentativa
Em Outubro de 1775, a petição foi levada aos representantes das colónias reunidas no Segundo Congresso Continental de Filadélfia (10 de Maio de 1775 a 1 de Março de 1781).
O Estado de Westsylvania cobriria os territórios do sudoeste da Pensilvânia, o noroeste da Virgínia (a maioria da Virgínia Ocidental) e partes da Virgínia e Kentucky ocidental (similar ao projecto de Estado de Vandalia) e ao cabo de frigideira de Maryland.
Novamente em Agosto de 1776 reiterou-se a petição para formar uma “colónia irmã e a 14ª província da Confederação Americana”
Mas a prioridade do momento era a luta contra a Coroa do Reino Unido, pelo que a iniciativa foi recusada.

## A segunda tentativa
A questão ressurgiu em 1782, uma vez rendido o exército britânico, quando na procura de segurança jurídica para si e para os seus bens num território de jurisdição disputada, pouco protegidos perante incursões das tribos ameríndias e com dúvidas em relação à continuidade de Fort Pitt acabada a contenda, os colonos retomaram o projecto de criar um Estado.
O impulso veio inspirado no exemplo da República de Nova Connecticut, futuro Estado de Vermont, e a argumentação ia desde os Artigos da Confederação a fazer valer a sua participação na Guerra da Independência Americana.
Assim, em  Janeiro de 1783, apresentou-se a petição, subscrita por 1750 pessoas, para estabelecer o Estado de Westsylvania nos territórios compreendidos entre o rio Muskingum e o rio Kanawha e o lago Erie, chegando até aos Montes Allegheny, com capital em Pittsburgh.
A petição para o Congresso baseava-se no poder de este estabelecer novos Estados ou delimitar as fronteiras dos existentes, como já tinha feito.
O principal defensor desta nova tentativa foi Hugh Henry Brackenridge, futuro presidente da Corte Suprema da Pensilvânia.